# Gorilla Glass

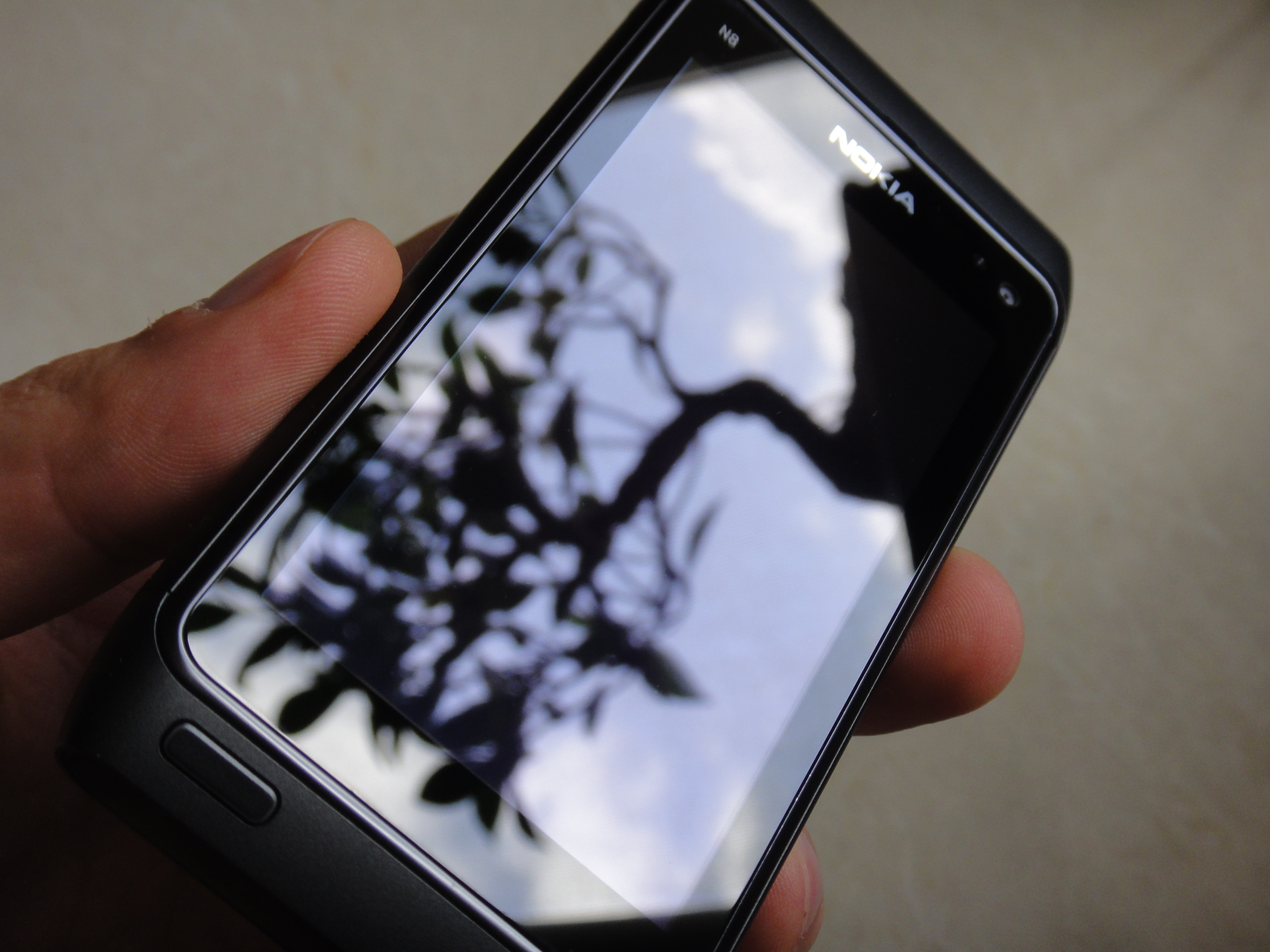
Tela de Gorilla Glass em Smartphone

Gorilla Glass, produzido pela Corning Inc., é um vidro de álcali-aluminossilicato projetado para ser fino, leve e resistente a danos.  É usado principalmente como um protetor de tela para dispositivos eletrônicos portáteis, incluindo celulares, tocadores de mídia portáteis e monitores de laptop.
As propriedades primárias do material são a sua resistência, seguido da espessura fina do vidro sem ser frágil, a sua resistência a arranhões e a sua dureza. Com o teste de dureza Vickers, a pontuação foi de 622 a 701. De acordo com a fabricante, o material pode ser reciclado.
Os primeiros vidros de alta resistência para utensílios domésticos, oftalmológicos, para aplicações automotivas, aeroespaciais e farmacêuticas desenvolvidos pela Corning, lançados sob a marca Chemcor®, datam do início dos anos 60. Com tecnologia e composição novas, o Gorilla Glass  foi lançado em 2006, em 2010 já sendo aplicado em aproximadamente 20% dos dispositivos móveis no mundo, com cerca de 200 milhões de unidades produzidas. O material está agora na sua sexta geração, o "Gorilla Glass 6"